# Pacto de Não Agressão Alemão-Polonês
O Pacto de Não Agressão Alemão–Polonês (em alemão:  Deutsch-polnischer Nichtangriffspakt; em polonês/polaco:  Polsko-niemiecki pakt o nieagresji) foi um tratado internacional entre a Alemanha Nazista e a Segunda República polaca, assinado em 26 de janeiro de 1934. Ambos os países se comprometeram a resolver seus problemas através de negociações bilaterais e privaram-se de um conflito armado, por um período de dez anos. Ele efetivamente normaliza as relações entre a Polônia e a Alemanha, que, anteriormente, eram tensas por disputas de fronteira decorrentes do território tomado no Tratado de Versalhes.A Alemanha efetivamente reconheceu as fronteiras da Polônia e acabou com os economicamente prejudiciais postos de controle militares entre os dois países, que aconteceram ao longo da década anterior. Antes de 1933, a Polônia estava preocupada que algum tipo de aliança teria lugar entre a Alemanha e a União Soviética, em detrimento da Polônia e portanto, a Polônia tinha uma aliança militar com a França. Os Nazistas e os Comunistas eram grandes inimigos uns dos outros, então, quando Hitler chegou ao poder, em 1933, a probabilidade de uma aliança parecia remota.

## Justificação de Piłsudski

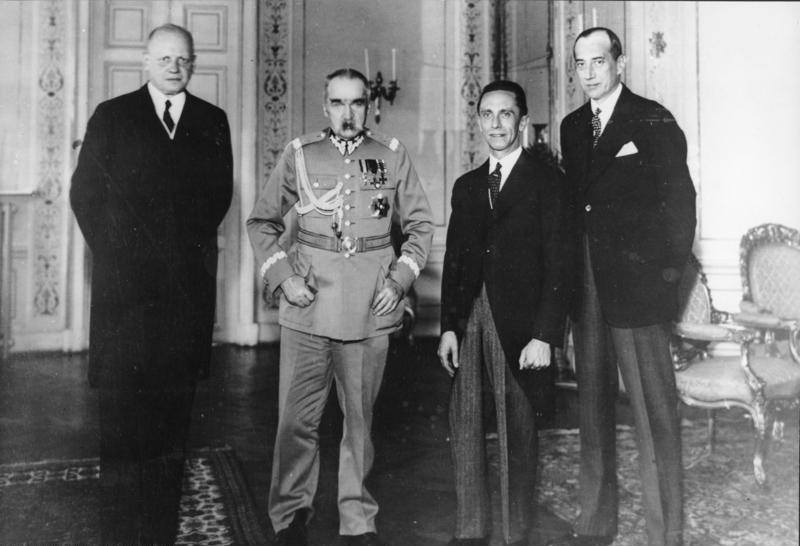
Embaixador alemão, Hans-Adolf von Moltke, líder polonês, Józef Piłsudski, ministro da propaganda alemão, Joseph Goebbels e Józef Beck, o ministro dos negócios Estrangeiros polaco em uma reunião em Varsóvia, em 15 de junho de 1934, cinco meses após a assinatura do Pacto de Não Agressão.

Uma das mais conhecidas políticas externas de Józef Piłsudski foi a sua suposta proposta para a França a declarar guerra à Alemanha depois que Adolf Hitler havia chegado ao poder, em janeiro de 1933. Alguns historiadores especulam que Piłsudski pode ter avisado para a França, sobre a possibilidade de uma ação militar conjunta contra a Alemanha, que tinha sido abertamente um ato de rearmamento, em violação do Tratado de Versalhes. A recusa da França pode ter sido uma das razões que a Polônia assinou o pacto de não-agressão. O Pacto seria para excluir especificamente a aliança franco-polonesa de 1921.
A política alemã mudou drasticamente no final de 1938, após a anexação da região dos Sudetas, selando o destino da Checoslováquia e a Polônia tornando-se o próximo alvo de Hitler. Em outubro de 1938, o Ministro dos negócios Estrangeiros alemão Joachim Ribbentrop apresentou a Polónia a proposta de renovar o Pacto em troca de permitir que a Cidade Livre de Danzig fosse anexada pela Alemanha e a construção de uma ferrovia e uma rodovia extraterritorial através do corredor polonês, com a Alemanha aceitando as fronteiras da Polônia do pós-guerra. A Polónia se recusou. Como consequência, Hitler rescindiu unilateralmente o Pacto em 28 de abril de 1939, durante um endereço perante o Reichstag, com a Alemanha renovando suas reivindicações territoriais na Polónia. Depois de mais alguns meses de aumento da tensão, e após a assinatura do Pacto Molotov–Ribbentrop entre a Alemanha e a União Soviética, que continha um secreto protocolo pelo qual Hitler e Stalin concordavam em dividir a Polônia entre eles, a Alemanha invadiu a Polônia em 1 de setembro de 1939, início da II Guerra Mundial. Alfred Rosenberg advertiu sobre este tipo de acordo que "qualquer pacto com os soviéticos seria ruim para o nazismo".

## Consequências

### Reações internacionais
O governo britânico ficou geralmente satisfeito com a declaração germano-polonesa. Eles acreditavam que isso removeu uma perigosa ameaça à paz.
Na Tchecoslováquia, o acordo irritou a elite política da Tchecoslováquia. O anúncio da declaração ocorreu apenas quatro dias após as discussões entre Jozef Beck e o chanceler tcheco, Edvard Beneš. Beneš, falando com Joseph Addison (o embaixador britânico em Praga), afirmou que o acordo foi uma "punhalada nas costas" e continuou dizendo que mostrava que a Polônia era um "país inútil" que merecia outra partição. Na época, Beneš ficou particularmente irritado com relatos da imprensa controlada pelo governo polonês e de direita acusando os tchecos de maltratar os poloneses na região de Trans-Olza e percebeu o incentivo polonês aos nacionalistas eslovacos.
A conclusão da declaração gerou acusações da França de que o governo francês não havia sido totalmente informado sobre o andamento das negociações entre a Polônia e a Alemanha. O governo francês foi mantido informado sobre o progresso durante a fase preliminar das negociações no final de 1933, mas isso não foi mantido durante a parte final das negociações, embora os franceses tenham recebido uma explicação detalhada do acordo e dos seus motivos pelo governo polaco logo após a sua assinatura. A opinião pública francesa sobre o acordo foi negativa. Os críticos franceses do acordo acreditavam que ele indicava que a Polônia poderia ser um aliado não confiável.
A assinatura do tratado foi uma surpresa para o governo dos EUA, apesar da defesa anterior da administração dos EUA de um acordo polaco-alemão. Alguns sectores da opinião pública dos EUA também consideraram o acordo como um sinal de apoio polaco à Alemanha.
Da mesma forma, a assinatura do acordo causou preocupação na URSS, com comentários no Izvestia questionando se o acordo representava uma concessão da Alemanha ou era simplesmente uma manobra alemã, e expressando a crença de que o acordo era meramente temporário.